# Richard Porson
Richard Porson (East-Ruston (Norfolk), 1759. december 25. – London, 1808. szeptember 25.) angol filológus.

## Élete
Cambridge-ben tanult, 1790-ben ugyanott a görög nyelv tanára, 1805-ben a londoni Royal Institution könyvtárnoka lett. Jelentékeny szövegkritikai működést fejtett ki; akkora lángésszel, hogy közönségesen Bentley mellé helyezik. Életében csak Aiszkhülosz- és Euripidész-kiadásai jelentek meg (amaz Glasgow, 1794; emez Cambridge, 1797-1801 és több új kiadásban). Sokkal többet adtak ki hagyatékából mások; Tracts and miscellaneous criticisms (London, 1815); Adversaria (Cambridge, 1812); Notae in Aristophanem (uo. 1860); Annotata ad Pausaniam (kiadta Gaisford, Lectiones Platonicae című művében, Oxford, 1820), végül Photius Lexiconának kiadása (sajtó alá rendezte Dobree, Cambridge, 1822).